# العميل بابل (فلم)
الملاك (بالإنجليزية: The Angel) أو العميل بابل حسب ترجمة نتفليكس العربية هو فيلم تجسس إسرائيلي-أمريكي، الفيلم من إخراج ارييل فرومين وبطولة مروان كنزاري وتوبي كيبيل. الفيلم مبني علي الكتاب المبني علي أحداث واقعية بعنوان «الملاك: الجاسوس المصري الذي أنقذ إسرائيل» التي كتبه أوري بار يوسف، ترجمة ديفيد هازوني. تدور أحداث الفيلم عن أشرف مروان وهو مسؤول مصري رفيع أصبح جاسوسًا لإسرائيل وساعد في تحقيق السلام بين البلدين.

## القصة
يبدأ الفيلم بقصاصات اخبارية (أبيض وأسود) عن حرب الأيام الستة بين إسرائيل ومصر تعرض فيها الخطوط العريضة للحرب وتبعاتها المباشرة.
يهبط أشرف مروان في روما بإيطاليا في 3 سبتمبر 1973 ليقابل مجموعة من المتمردين العرب في ضواحي مطار روما الدولي، كان أشرف معدًا بقاذفة صواريخ تمكن من وضعها في حقيبته حيث أنه بسبب جواز سفره الدبلوماسي لم تُفْحَص حقيبته. يقول أشرف للمتمردين إنه يجب عليه المغادرة على الفور لأنه دبلوماسي مصري ولا يمكن رؤيته في وسط العامة. يستهدف المتمردون قصف طائرة تجارية متجهة إلى إسرائيل حيث كانت الصواريخ ستضرب الطائرة وهي تقلع.
ثم تعود مشاهد الفيلم ثلاث سنوات إلى عام 1970حين كان أشرف مروان يدرس في لندن حيث كان مع زوجته منى وابنهم الصغير. كانت زوجته ابنة الرئيس المصرى الراحل جمال عبد الناصر، ولأنه صهر الرئيس فهو مطّلع على معلومات الحكومة الحساسة وكذلك اجتماعاتهم. في أحد هذه الاجتماعات، يناقش الرئيس جمال عبد الناصر مع حكومته الاستياء الذي يشعر به المصريون بسبب فقدان الأرض خلال حرب الأيام الستة؛ يصر أشرف على أن يحاول الرئيس حلًا دبلوماسيًا مع إسرائيل وبذلك ب توسط من الولايات المتحدة الأمريكية في المحادثات بين البلدين. ومع ذلك، يُعارضه الرئيس ورجاله لأنهم لا يريدون أن يفقدوا دعم الاتحاد السوفيتى والتي كانت الدولة العظمى الوحيدة المماثلة للولايات المتحدة حيث أن أمريكا تدعم إسرائيل. يصر أشرف قطع العلاقات مع الاتحاد السوفيتى فقد كان يعتقد أن الاتحاد السوفيتي لن يكون قادرًا على دعم نفسه لفترة أطول. يُوبخ عبد الناصر بعدها أشرف ثم يأخذ منى جانباً وينتقدها على افعال زوجها.
كان أشرف غاضبًا ومحرجًا. طلب عبد الناصر أن تعود العائلة إلى مصر بعد أن تم التعرف على أشرف في صور كاميرات المراقبة وهو يشرب ويلعب القمار مع أصدقائه الإنجليز والذي كان احدهم الممثلة ديانا إليس. يؤدي استياءه إلى استدعاء سفير إسرائيل مايكل كوماى إلى لندن، قائلاً إن لديه معلومات مهمة. لم يتمكن اشرف من التحدث مباشرة مع السفير فأغلق الخط.
بعد فترة وجيزة، توفي الرئيس جمال عبد الناصر بنوبة قلبية، واُسْتُدْعِي أشرف وعائلته إلى القاهرة. أصبح بعدها أنور السادات الرئيس القادم لمصر والذي كانت أيديولوجياته أكثر انسجامًا مع أشرف. يفوز أشرف برضا السادات ويبدأ في تسلق السلم السياسي لحكومته. كان السادات أن تعود مصر من هزيمة حرب الأيام الستة وتستعيد أرضها. كان يريد السادات غزو إسرائيل لإذلالها واجبارها على الدخول في مفاوضات سلام لتحقيق الأهداف المرجوة لمصر متمثلة تحديداً في استعادة شبه جزيرة سيناء.
يتواصل عملاء الموساد في لندن مع أشرف بعد تشغيل تسجيل له بطلبه التحدث مع السفير كوماي. يلتقى أشرف بمعالج الموساد وكان يدعى أليكس، لكن اسمه الحقيقي داني. يبدأ بعدها أشرف ببيع أسرار بلاده للحكومة الإسرائيلية لتحقيق مكاسب مالية.
كانت المعلومات التي يوفرها أشرف لألكس موثوقة فقد كان يستربح على حساب خيانته لمصر. أخبر دانى رئيس الموساد زفي زامير أن دافع أشرف هوالأنانية البحتة حيث كان يريد المال. توطدت علاقة داني وأشرف مع بعضهما البعض وأصبح أشرف معروف لدى الموساد ب «الملاك». توصل الموساد إلى خطة تحذير من حرب فورية إذا كان أشرف غير قادرًا على اللقاء شخصيًا حيث سيرسل أشرف لداني رسالة نصية بها كلمة «بوتاسيوم» في حالة الحرب المباشرة.
أعطى أشرف الإسرائيليين تحذيرين بالغزو العسكري لكن كلا التحذيرين كانا غير صحيحين. كان يجب على مصر التحالف مع الدول العربية الأخرى لأن الأتحاد السوفيتى قطع دعمهم، والولايات المتحدة لن تقف إلى جانب مصر ضد إسرائيل. يذهب أشرف إلى القذافي نيابة عن الرئيس السادات لطلب الدعم والحصول على احتياطى النفط الليبى. عندما أسقطت إسرائيل طائرة تجارية ليبية مليئة بالمدنيين، بدعوى أنها كانت عن طريق الخطأ، أراد القذافي الانتقام. لكن لم يكن السادات على استعداد لمهاجمة المدنيين عمدًا وكان يعلم أن هذا سيثير غضب القذافي والدول العربية إذا لم تدعم مصر القذافي، يحتال أشرف حتى يستقر الوضع. يخبر السادات أنه سيذهب إلى القذافي للتعهد بدعم مصر ومساعدة القذافي في خطة العين بالعين لإسترضاء الدول العربية، مع عدم إنجاء الهجوم وبالتالي تجنب إثارة إسرائيل.
ثم يعود الفيلم إلى مشهد الافتتاح في 3 سبتمبر 1973 حيث يُخْرِج أشرف قاذفة الصواريخ من حقيبته في مطار روما الدولي لكن مع إزالة دبوس من قاذفة الصاروخ مما جعلها غير فعالة. وعندما تقلع الطائرة التجارية الإسرائيلية، لا تطلق القاذفة على الرغم من سحب الزناد عدة مرات. تُخْطَر السلطات الإيطالية بالمتمردين ويُقْبَض عليهم.
يتمكن أشرف من استعادة ثقة الموساد بسبب الهجوم الفاشل في روما عن طريق تزويدهم بمعلومات حول الهجوم مع العلم أنه سيكون غير ناجح حيث كان يفشله للحفاظ على الطبيعة الحساسة لمصر وإسرائيل. كان رئيس الموساد حذرًا من معلومات أشرف بسبب الإنذارات الكاذبة السابقة حول الحرب الوشيكة حيث تسبب ذلك في حشد قواتها واستدعاء احتياطيها، ولم يسبب الإنذار الخاطئ ذعرًا فقط لإسرائيل ولكنه تسبب أيضًا في خسارتها ملايين الدولارات.
يتصل أشرف بألكس ليخبره أن المدير يحتاج إلى شحنة من البوتاسيوم، فيما معناه ان ذلك إنذار بالحرب. يعتقد ألكس التحذير سوف يحدث بالفعل في هذه المرة، يخبر إلكس زامير أن أشرف استخدم كلمة «البوتاسيوم»، وهو الأمر الذي لم يفعله في الإنذارات الكاذبة السابقة. يطلب أشرف مقابلة زامير ليقنعه بالغزو القادم. يخبر زامير إسرائيل بأن مصر سوف تُهَاجِم في يوم الغفران وأنه يعتقد أن المعلومات يمكن الاعتماد عليها.
كان هناك جنرال عسكري يحاول إقناع السادات بغزو إسرائيل. يظهر أشرف بعدها ليتحدث مع السادات بشكل خاص وإقناعه بتجنب الغزو. يخبر السادات إشرف أنه ليس لديه خيار وأن كل جهوده الدبلوماسية مع إسرائيل قد فشلت وأن الانقلاب على حكومته أمر لا مفر منه إذا لم تقوم مصر بالغزو حيث أن الشعب المصري يريد رداً على خسائره الإقليمية خلال حرب الأيام الستة. لم يكن أشرف قادرًا على إقناع السادات بالعدول عن الغزو؛ يخبر السادات أشرف أنه إذا اعتقد الإسرائيليون أنهم سيتعرضون للهجوم في حين لم يحدث ذلك بالفعل، عندما تهاجم أخيرًا سوف يتجاهلون ذلك باعتباره إنذارًا كاذبًا. يطلب أشرف من السادات القيام بمحاولات غزو كاذبة من خلال مناورات حرب عسكرية ثم التخطيط للغزو الفعلي يوم الغفران.
و كما كان متوقعًا تجاهلت إسرائيل هذا التحذير الأخير باعتباره إنذارًا كاذبًا؛ قامت مصر وسوريا بمهاجمة إسرائيل يوم الغفران. ثم تعرض قصاصات اخبارية (أبيض وأسود) يوم الغفران وتبعاتها. قامت مصر وإسرائيل بإبرام معاهدة سلام من خلال اتفاقيات كامب ديفيد، حيث يظهر الرئيس جيمي كارتر مصافحًا الرئيس السادات وبيغن.
يلتقى داني بأشرف بعد سنوات. يقدم له هدية. يسأل داني أشرف إذا كان يعرف قصة الصبي الذي أبكى الذئب ليخبره بشكل غير مباشر أنه اكتشف حيلته. يرد أشرف قائلاً إنه إذا نَتَجَت معاهدة سلام بسبب ذلك فقد فعل كل منهما ما بوسعه لإنقاذ بلده.
ينتهي الفيلم بنصوص تفيد أن أشرف توفي في ظروف غامضة عام 2007 في شقته بلندن. يُعْتَرَف بأشرف مروان كبطل قومي في كل من مصر وإسرائيل. حصل كل من السادات وبيغن على جائزة نوبل للسلام عن معاهدة السلام التي ابرمت.

## الطاقم
- مروان كنزاري في دور أشرف مروان
- توبي كيبيل في دور داني بن ارويا
- ساسون جاباي جباي في دور أنور السادات
- وليد زعيتر زعيتر في دور جمال عبد الناصر
- ميكي ليون في دور جوده هورنسيتن
- أوري فيفر
- ميساء عبد الهادي في دور منى عبد الناصر (زوجة أشرف مروان)

## الإنتاج
بدأ الإنتاج في أوائل تموز / يوليه 2017 في لندن, إنجلترا وأيضا تبادل التصوير في المملكة المتحدة، بلغاريا، المغرب.

## الإصدار
الفيلم صدر في 14 سبتمبر عام 2018، على الرغم من أنه كان من المقرر اصداره في 15 يونيو / حزيران 2018.

## روابط خارجية
- مقالات تستعمل روابط فنية بلا صلة مع ويكي بيانات